# Abdoulaye Yansané
Pour les articles homonymes, voir Yansané.
Abdoul-Gadry Yansané est un footballeur guinéen né le 22 octobre 1937 à Conakry (Guinée) et décédé le 20 avril 1989. Il a joué au poste d'inter, ou attaquant.

## Biographie
Il commence sa carrière à l'OM en 1960. Il participe à la remontée du club phocéen parmi l'élite en 1962, mais il est alors transféré à l'AS Troyes. Le club champenois  abandonnant le statut professionnel à l’issue de la saison, il rejoint l'AS Cannes où il joue 75 matches en division 2. Il est prêté en 1965-1966 au Limoges FC. Il termine sa carrière professionnelle à l'AS Aix avec laquelle, il participe à sa montée en Division 1 où il joue en 1967-1968. 
Il devient ensuite Kinésithérapeute à l'Olympique de Marseille de 1969 à 1972.  Puis, il ouvre un restaurant africain (Orfeo Negro) à l'Estaque.
Il rentrera en Guinée où  il deviendra l ' entraineur de l'ASFAG de 1984 à 1986.
Il sera ensuite nommé DTN du Football Guinéen de 1986 à 1989.

## Carrière de joueur
- 1960-1962: Olympique de Marseille (en Division 2)
- 1962-1963: AS Troyes-Savinienne
- 1963-1965: AS Cannes
- 1965-1966: Limoges FC (prêt)
- 1966-1967: AS Cannes
- 1966-1968: AS Aix (Division 2 et Division 1)
- 1968-1969: AS Cannes
- 1973-1974: SA Saint-Antoine
- 1974-1975: US Greasque (entraîneur-joueur)
- 1975-1977 : AS Bivert  (entraineur-joueur )

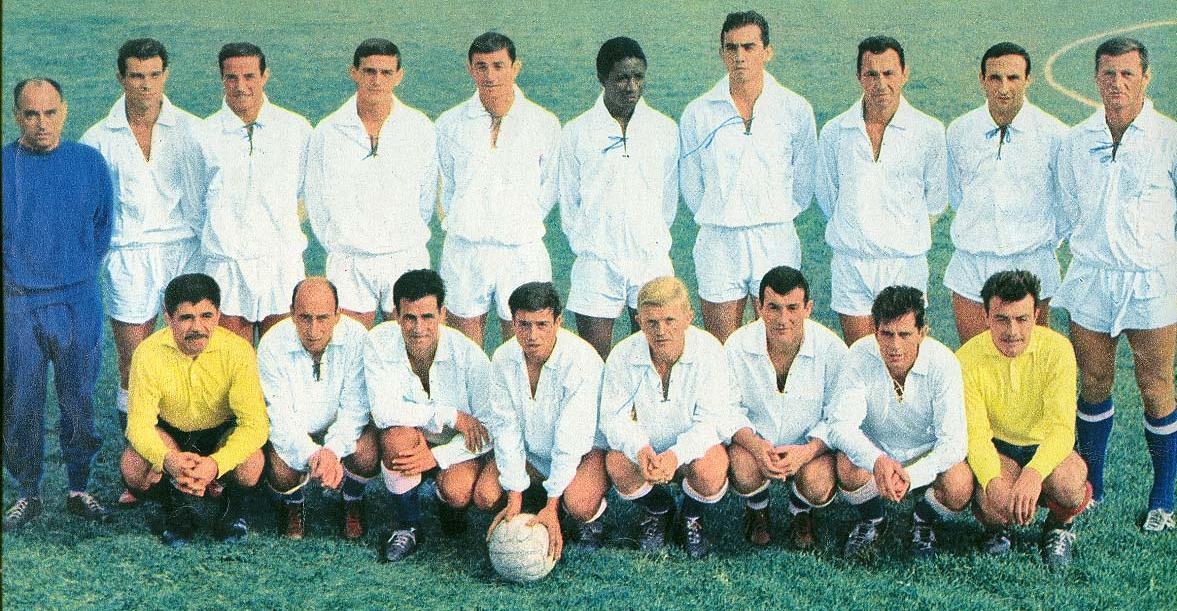
Olympique de Marseille saison 1961-1962

- 1978-1981 : US Endoume Catalans

## Source
- Alain Pécheral, La grande histoire de l'OM (des origines à nos jours), l'Équipe, 2007. cf. page 470
- Marc Barreaud, Dictionnaire des footballeurs étrangers du championnat professionnel français (1932-1997), l'Harmattan, 1997. cf. notice du joueur page 160.